# Antica strada khmer Angkor Phimai

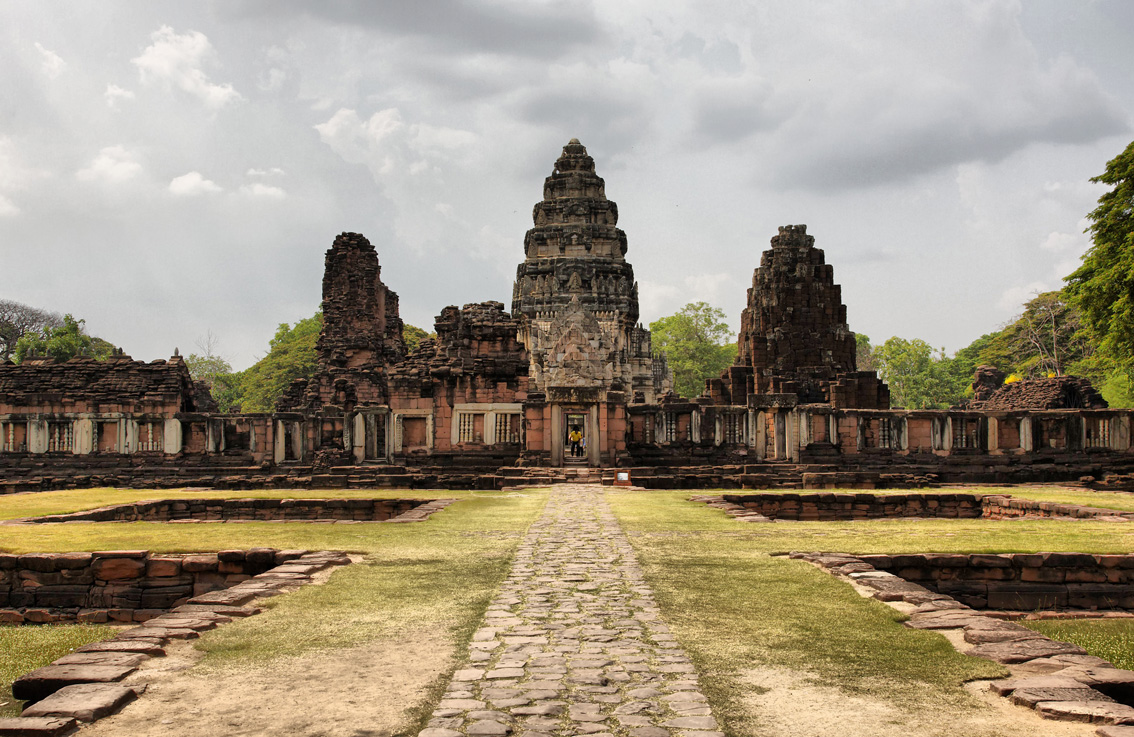
Sezione ristrutturata della strada a Phimai

L'Antica strada khmer Angkor Phimai era un'arteria stradale lunga 225 km che collegava l'allora capitale dell'Impero Khmer, Angkor, situata nell'odierna Cambogia, al sito di Phimai, che si trova nell'Isan, nella Thailandia nordorientale. Fu la più importante tra le varie strade fatte costruire dall'Impero Khmer. Esistono prove che esistesse nel XII secolo, ma è abbastanza sicuro che sia stata costruita prima.

## Descrizione
La maggior parte della strada è oggi ricoperta dalla giungla e pochi sono gli edifici rimasti degli antichi posti di ristoro dislocati lungo il suo sviluppo. Si tratta di costruzioni in muratura risalenti al periodo in cui regnò Jayavarman VII, tra il 1181 ed il 1215, mentre le originali costruzioni in legno sono andate perdute nel corso dei secoli. La sola parte transitabile è quella che è stata ristrutturata nelle vicinanze di Phimai (strada statale 2163).
La strada attraversava la catena dei monti Dângrêk, che separa oggi la Thailandia del Nordest dalla Cambogia, al passo Ta Muen Thom, oltre il quale, in direzione nord, si trova quella che era il primo importante insediamento, Phanom Rung, i cui resti archeologici sono tuttora ben conservati.
Nel 2004, il complesso costituito da Phimai, dall'antica strada khmer Angkor Phimai e dai templi associati di Phanomroong e Muangtam è stato inserito dall'UNESCO tra le candidature alla lista dei patrimoni dell'umanità.